# Grávalos
Grávalos – gmina w Hiszpanii, w prowincji La Rioja, w La Rioja, o powierzchni 31 km². W 2011 roku gmina liczyła 229 mieszkańców.